# El Berrinche
El Berrinche är en ort i Mexiko.   Den ligger i kommunen Romita och delstaten Guanajuato, i den centrala delen av landet, 300 km nordväst om huvudstaden Mexico City. El Berrinche ligger 1 781 meter över havet och antalet invånare är 119.
Terrängen runt El Berrinche är platt åt nordost, men åt sydväst är den kuperad. Runt El Berrinche är det ganska tätbefolkat, med 124 invånare per kvadratkilometer. Närmaste större samhälle är Romita, 18,5 km nordost om El Berrinche. Trakten runt El Berrinche består till största delen av jordbruksmark.